# Phyllodus
Phyllodus is een geslacht van uitgestorven straalvinnige beenvissen uit het Eoceen.

## Beschrijving
Deze 40 cm lange vis had convexe tandplaten. De centraal geplaatste, ovale tanden waren het grootst en waren grofweg in een rij over het midden gerangschikt. Deze werden geflankeerd door lange, naar de zijkant uitlopende, kleinere kronen op vrijwel concentrische rijen kleine, ovale en soms eivormige tanden.

## Leefwijze
Deze vis leefde in zoute wateren, waar hij zich voedde met dikschalige, bodembewonende ongewervelden, zoals mollusken.

## Vondsten
Fossielen van deze vis werden gevonden in Europa en Noord-Amerika.